# 裴埈皓

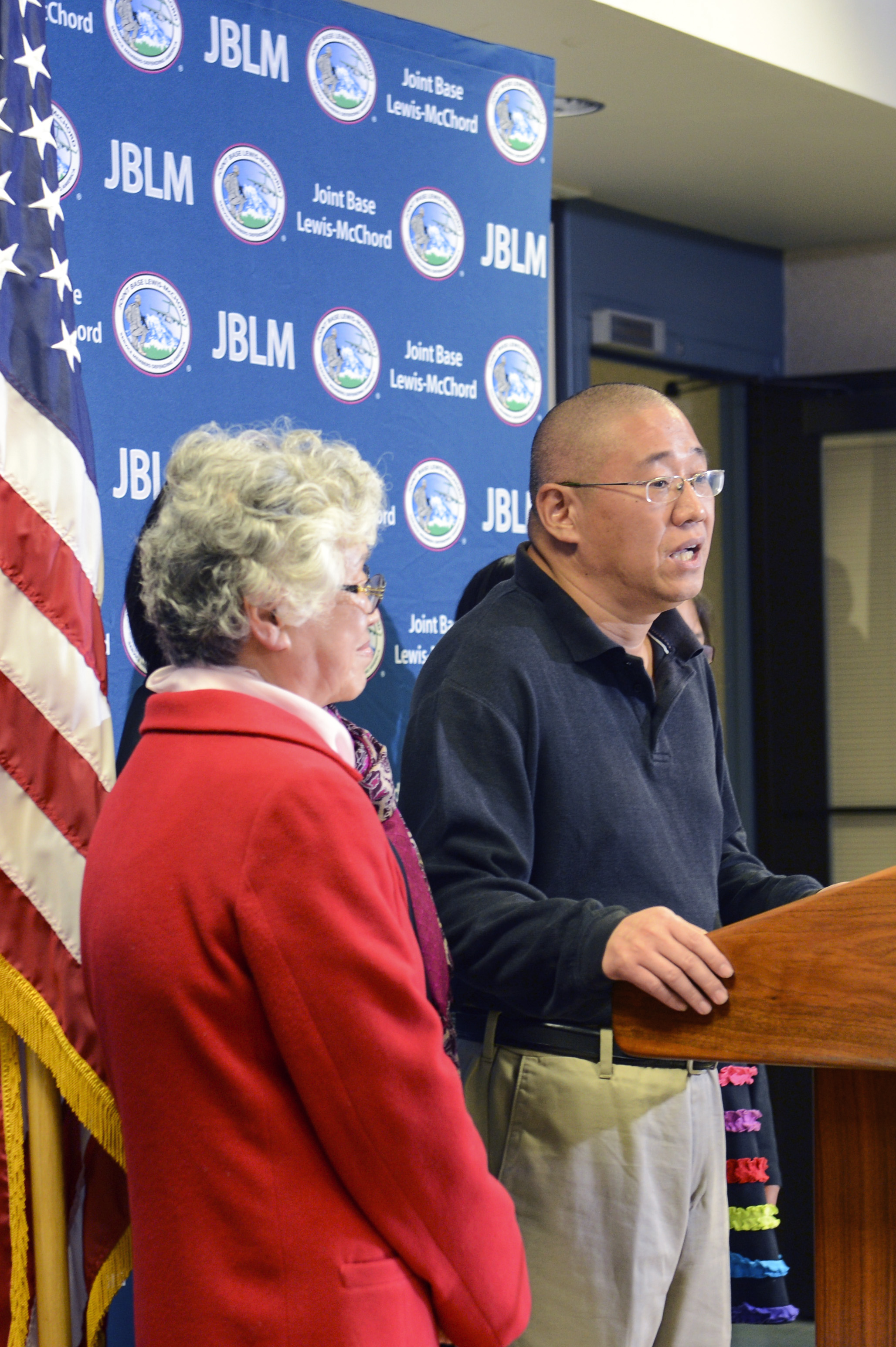
裴埈皓（右）

肯尼斯·裴（英語：Kenneth Bae，1968年8月1日— ）原名裴埈皓（韓語：배준호），是一名韓裔美國福音派基督教傳教士，曾因被控策劃顛覆朝鮮政權，包括在中國建立基地以推翻朝鮮政府而被朝鮮定罪。 2013年4月，他被判處15年監禁，2014年11月8日與美國人馬修·米勒一同獲釋。2016年，他成立了名為尼希米全球倡議（NGI）的非政府組織，其目標包括紀念、解救和幫助朝鮮難民，並在中國和韓國重建他們的生活。